# Віктор Емануїл I
Віктор Емануїл I (італ. Vittorio Emanuele I di Savoia; 27 липня 1759, Турин — 10 листопада 1824, Монкальєрі, Італія) — король Сардинського королівства і герцог Савойський в 1802—1821 роках.

## Біографія
Третій син Віктора Амадея III і Марії Бурбонської. До вступу на престол носив титули герцога Аоста, маркіза ді Ріволі, маркіза ді Пьянецца.
Вступив на престол в 1802 році після зречення його брата Карла Емануїла IV. Після окупації французами П'ємонту в 1802 році, знаходився здебільшого на острові Сардинія. Там він провів перші дванадцять років свого правління, так як П'ємонт, Ніцца і Савоя були анексовані Францією.

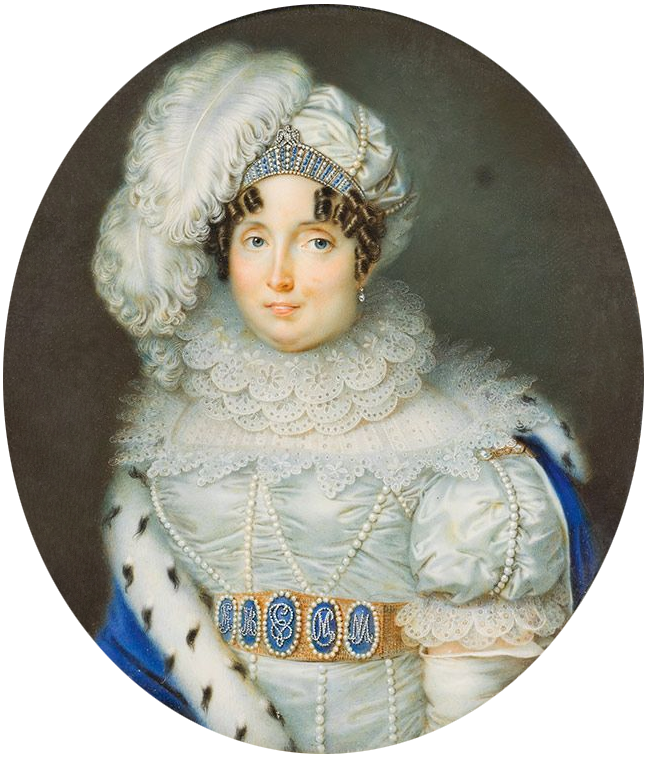
Портрет Марії Терези роботи невідомого майстра

Після падіння Наполеона Віктор Емануїл I повернувся в 1814 році в Турин. За Паризьким мирним договором 1815 року колишні володіння Савойського королівства були відновлені. На наступний день після повернення король оприлюднив едикт, яким скасовувалися всі французькі установи і закони, поверталися дворянські посади, посади в армії, феодальні права і сплата десятини.
Після французької присутності в П'ємонті посилився ліберальний рух.
Незабаром після початку солдатських революцій в Іспанії та Неаполі почалися революційні хвилювання в П'ємонті. Віктор Емануїл не бажав йти на конституційні поступки і, не знаючи, що робити, відрікся від престолу на користь молодшого брата Карла Фелікса і поїхав до Ніцци.

## Родина
Дружина — Марія Тереза Австрійська (1773—1832)
Діти:
- Марія Беатріче (1792—1840) — дружина герцога Модени та Реджо Франческо IV, мала четверо дітей;
- Марія Аделаїда (1794—1802) — прожила 7 років;
- Карл Емануїл (1796—1799) — прожив 3 роки;
- донька (1800—1801) — прожила 2 місяці;
- Марія Тереза (1803—1879) — дружина герцога Парми та Лукки Карла II, мала сина та доньку;
- Марія Анна (1803—1884) — дружина імператора Австрії Фердинанда I, дітей не мала;
- Марія Крістіна (1812—1836) — дружина короля Обох Сицилій Фердинандо II, мала єдиного сина.